# کلوز نیت
کلوز نیت (به انگلیسی: Close-Knit) فیلمی ژاپنی به کارگردانی و نویسندگی نائوکو اوگیگامی است که در سال ۲۰۱۷ منتشر شد. اوگیگامی این فیلم‌نامه را پس از سفری به ایالات متحده نوشت؛ سفری که باعث شد او نسبت به مسائل جامعه LGBT آگاهی بیشتری پیدا کند.
این فیلم داستان دختربچه‌ای ۱۱ ساله به نام تومو اوگاوا را روایت می‌کند. تومو دختری است که مادرش او را به تنهایی بزرگ می‌کند اما مادر، فردی بی‌مسئولیت است. روزی که مادرش به دنبال مرد جدیدی می‌رود، تومو را ترک کرده و ناپدید می‌شود. تومو که قبلاً نیز در چنین موقعیتی قرار گرفته بود، نزد دایی‌اش، ماکیو، می‌رود. ماکیو با نامزدش رینکو زندگی می‌کند؛ که یک زن ترنسجندر است.
فیلم به بررسی روابط درون این خانواده غیرمرسوم می‌پردازد و روند پذیرش رینکو از سوی تومو و رویارویی او با واقعیت‌های جامعه LGBT را به تصویر می‌کشد.